# Scheldemond College
Het Scheldemond College is een stedelijke scholengemeenschap voor voortgezet onderwijs, gevestigd in Vlissingen. De school kent de volgende schooltypes: vmbo, mavo, havo en vwo (gymnasium en atheneum).

## Geschiedenis
Aan het begin van de 20e eeuw konden scholieren in Vlissingen na de 6e klas nog 3 extra leergangen volgen, het zogenaamde Mulo-onderwijs. School C aan het Groenewoud (later Bouwen Ewoutstraat) en School E aan de Wagenaarstraat boden dit uitgebreide onderwijs na de lagere school.
In 1908 verleende de minister van Binnenlandse Zaken toestemming aan de gemeente om een Gemeentelijke HBS met 3 cursusjaren te stichten in Vlissingen. Het schoolgebouw van de Mulo werd hiervoor betrokken. Er waren namelijk een aantal lokalen vrijgekomen na het vertrek van de Zeevaartschool in de Wagenaarstraat. In 1910 werd de 2-jarige Hogere Handelsschool ondergebracht bij de HBS. Op 1 september 1918, nam het Rijk de school over, waardoor de Gemeentelijke H.B.S. omgedoopt werd tot de Rijks H.B.S., bestaande uit 5 leerjaren. In 1921 werd het ruimtegebrek werd nijpend door het inhuizen van de in dat jaar opgerichte Openbare U.L.O. en Christelijke U.L.O. in het gebouw aan de Wagenaarstraat, wat de gemeente aanzette tot het nadenken over een nieuw schoolgebouw. Op 7 januari 1925 werd het gebouw aan de Brouwenaarstraat geopend.
Hoewel de scholen die achterbleven in de Wagenaarstraat meer ruimte kregen, ondervonden de gebruikers veel overlast van de Scheepswerf De Schelde. Dit leidde tot de verhuizing in 1935 van beide ulo's naar de voormalige Duinpoortschool.
Op 19 september 1940 vorderde de Duitse bezetter de Rijks H.B.S., waarna de lessen voortgezet werden aan het gebouw aan de Wagenaarstraat. Toen de situatie te gevaarlijk werd in Vlissingen, werden de lessen hervat in het PZEM-gebouw aan de Poelendaelesingel en in een schoolgebouw in de Spanjaardstraat, beide gelegen in Middelburg. Eind 1941 konden leerlingen hun lessen weer volgen aan de Brouwenaarstraat. Na een reeks van bombardementen vlak bij de school, onder meer in de nabij gelegen Hobeinstraat, werd het gebouw ontruimd, waarna lessen gegeven werden buiten de stad. In 1942 gelastte de gemeente dat er geen onderwijs gegeven mocht worden in Vlissingen. Op 1 en 2 november 1944 werd de Rijks H.B.S., waarin zich op dat moment Vlissingse burgers verschansten, getroffen door verscheidene voltreffers. Hierbij vielen slachtoffers. Pas in april 1947 kon er onderwijs worden gegeven in het gebouw.
De Gemeentelijke U.L.O. werd vanaf de zomer van 1940 door de Duitsers gebruikt als kazerne. Leerlingen werden onderwezen aan de Herengracht en het Koorkerkhof in Middelburg. Begin 1945 kon de school weer haar intrek vinden aan de Coosje Buskenstraat.
In 1965 verhuisden de openbare en christelijke ulo's naar een nieuw complex aan de Adriaan Coortelaan, dat bestond uit 2 vleugels. 
In 1968, het jaar van de Mammoetwet, werden de HBS en de Gemeentelijke Openbare U.L.O. samengevoegd tot Rijksscholengemeenschap Scheldemond. Teneinde het hoofd te bieden aan het toenemend aantal leerlingen, besloot men de brugklassen onder te brengen in het leegstaande houten gebouw van de Vincent van Goghschool aan de Hogeweg. Dit had tot gevolg dat leraren en leerlingen moesten pendelen tussen 3 locaties (Brouwenaarstraat, Adriaan Coortelaan en Hogeweg). Hieraan kwam een eind in 1992 toen alle schooltypes van Scheldemond, dat in 1991 een stedelijke scholengemeenschap geworden was, verenigd werden in een nieuw schoolgebouw in de wijk Weyevliet, schuin tegenover het pand van het Voorbereidend Beroepsonderwijs, dat een jaar eerder verrezen was. Het sfeervolle schoolgebouw aan de Brouwenaarstraat is in 1997 aangewezen tot Rijksmonument. Het gebouw is door de gemeente omgedoopt tot het Theo van Doesburgcentrum; het heeft 25 jaar een culturele bestemming gehad. In 2017 is de huur van de verenigingen opgezet en is het schoolgebouw gekocht door projectontwikkelaars. Er zullen appartementen in gebouwd worden die vervolgens verkocht zullen worden.

## Huidige situatie
Het Scheldemond college telt zo'n 1200 leerlingen. Het gebouw bevindt zich aan het Weyevlietplein 7-13 te Vlissingen. (Stand van 2012)